# کلاغ زنگی خاکستری
کلاغ زنگی خاکستری یا کلاغ زنگی رنگارنگ (نام علمی: Strepera versicolor) نام یک گونه از سرده کلاغ زنگی است.